# 캄바
캄바(Camba)는 볼리비아에서 역사적으로 동쪽 열대지방에 사는 사람들을 부를 때 쓰는 호칭이다. 산타 크루즈 주, 판도 주 그리고 베니 주 가 동쪽 지방에 속한다. 지금은 캄바(Camba) 라는 단어는 산타 크루즈 주와 다른 동쪽 지방 출신들의 백인과 스페인 사람들과 원주민이 섞인 메스티소 그리고 똑똑한 아마존 사람들을 부를 때 사용된다. 캄바들은 옛날부터 코야(Colla)들과 많이 투쟁을 하였다. 코야들은 볼리비아 서쪽 지방에 사는 사람들을 말한다. 비록 같은 나라에 살고 있지만 그들은 그들의 문화, 말투, 음식, 옷차림 등이 완전히 다르다. 또한 캄바는 문법에 맞지 않는 말로도 동쪽 지방에서 많이 쓰인다. 예를 들어서, "저 사람은 누구지?" 라고 물어볼 때 이 지역 사람들은 "여기 이 캄바는 누구야?" 라고 많이 하기도 한다.